# Köprübaşı, Uşak
Köprübaşı là một xã thuộc huyện Uşak, tỉnh Uşak, Thổ Nhĩ Kỳ. Dân số thời điểm năm 2010 là 79 người.